# JIS漢字字典
『JIS漢字字典』（ジスかんじじてん）は、JIS漢字コード規格のJIS X 0208及びJIS X 0213に収録されている漢字を網羅した字典である。日本規格協会が発行し、芝野耕司により編纂された。これまでに初版と増補改訂版とが発行されている。

## 構成と出典

### 初版
1997年に発行され、JIS X 0208:1997の全漢字（JIS第一、第二水準）6355文字を収録し、符号順に配列している。各漢字の字形例、コード値、読み、人名・地名などの用例、異体字参照等を示した。また、JIS X 0208の規格票の縮刷版を収録している。

### 増補改訂版
2002年発行され、JIS X 0213:2000（JIS第一～第四水準）11223文字に対応している。漢字以外の全ての文字・記号についても、漢字同様にコード値や名称、用法等を示すよう拡充された。漢字の配列は部首・画数順に改められ、巻末には符号位置から文字をひける索引がある。また、JIS X 0208:1997とJIS X 0213:2000の規格票の縮刷版を収録している。

### 特色
この字典の特色として、大量の用例に基づく人名・地名の読みの徹底した掲載がある。「生」のように、見開き2ページ以上にわたって人名・地名用例が掲載されている文字もある。
ただし、通常の漢字字典とは異なり、漢字の意味は記載されていない。

### 用例の出典
地名や駅名は地方自治情報センター、国土地理協会、駅名地名研究家・石野哲のデータが用いられた。また、人名はNTTの電話帳が用いられた。ただし、電話帳に掲載されていた雅号や芸名を用例として挙げていたり、地名の誤植やふりがなの間違いなども見受けられる。

## 書誌情報
- 芝野耕司 編著、『増補改訂 JIS漢字字典』、日本規格協会、2002年、ISBN 4-542-20129-5
- 芝野耕司 編著、『JIS漢字字典』 日本規格協会、1997年11月 ISBN 4-542-20127-9